# Zahraa Ghandour
Zahraa Ghandour (arabe : زهراء غندور), née le 17 juin 1991 à Bagdad, est une actrice irakienne naturalisée libanaise.

## Biographie
Elle a commencé sa carrière dans les médias à l'âge de 17 ans et, à 22 ans, elle présentait sa première émission de télévision, 52 Minutes, un documentaire hebdomadaire consacré aux questions sociales en Irak. Elle a commencé sa carrière en tant que scénariste et présentatrice, et a travaillé sur la deuxième saison de l'émission en tant que réalisatrice. Zahraa Ghandour a occupé divers postes dans les médias en ligne, à la radio et à la télévision, où elle continue de présenter des programmes sur la télévision par satellite Al Sumaria (ar).

### Carrière cinématographique
La carrière d'actrice de Zahraa Ghandour, parallèlement à son travail de documentariste, a fait d'elle l'une des figures les plus en vue de l'industrie cinématographique irakienne émergente. Sa rencontre avec Mohamed Al Daradji (ar), un éminent cinéaste irakien, lui a permis de décrocher le rôle principal dans le film plébiscité Baghdad Station, dont la première a eu lieu au Festival international du film de Toronto 2017 et qui représentait l'Irak à l'Oscar du meilleur film en langue étrangère. Ayant travaillé sur le film pendant près de trois ans, sa interprétation de Sara la suicidaire a attiré beaucoup d'attention et a été largement saluée par la critique,,, lui valant plusieurs récompenses. Le film sort en France le 20 février 2019.
Elle a ensuite été sollicitée par le réalisateur suisse-irakien Samir pour jouer le rôle principal dans son film Baghdad in My Shadow, qui sort en 2019.
Par ailleurs, Zahraa travaille sur plusieurs projets d'interprétation pour la télévision, dont la série Baghdad Central diffusée sur la chaîne britannique Channel 4.

## Filmographie
- 2017 : Baghdad Station de Mohamed Al Daradji (ar) : Sara
- 2019 : Baghdad in My Shadow de Samir : Amal
- 2023 : Baghdad Messi de Sahim Omar Kalifa : Salwa